# Antennablennius australis
Antennablennius australis är en fiskart som beskrevs av Fraser-brunner, 1951. Antennablennius australis ingår i släktet Antennablennius och familjen Blenniidae. Inga underarter finns listade i Catalogue of Life.